# 林內神社
林內神社為臺灣日治時期位在台南州斗六郡（今雲林縣林內鄉）的神社。

## 歷史
林內神社選址在台南州斗六郡斗六街林內（今雲林縣林內鄉公園路、濟公堂與孔廟一帶）興建，始建於昭和14年(1939年)10月，至翌年(1940年)4月竣工，並於昭和15年(1940年)12月20日鎮座，社格是無格社。祭祀北白川宮能久親王、開拓三神(大國魂命、大己貴命、少彥名命)、豐受大神，例祭日3月3日。神社主體(拜殿、本殿)已於1957年毀壞，改建為林內濟公總堂。殘留下來的一、二之鳥居則被增加綠瓦，其中一之鳥居上的匾額其題字從"林內神社"被改為"林內公園"。近年已重建神橋、手水舍、春日燈籠數對、三之鳥居等。

## 神社建築
林內神社原配置有參道、社號標(位於一之鳥居前南側)、明神鳥居4基(一-三之鳥居是混凝土造，四之鳥居是木造並作為中門。)，沿途景物多是由老百姓所奉獻捐贈的，有燈籠(大石燈籠6對、混凝土半木造春日燈籠16對)、揭示場(神橋旁北側)、神橋(位於二之鳥居前的樓梯下方)、下乘札(神橋旁南側)、手水舍、神社建立紀念碑、旗幟台、休憩所、石造狛犬1對、前有千鳥破風的入母屋造拜殿、流造本殿。
建造當時規模是路寬16尺、石階208級，共耗費62,300人力，其工程浩大可見一般。日據時代，建造神社當時，是由日本政府下令，從級至下級分配職責，由保正(如今村長之位)、甲長(如今鄰長之位)負責監工，每一戶支援一名義務工，稱為勤勞奉仕，勤勞奉仕必須日以繼夜，血汗建造神社。

## 現況
二戰後，政局混亂，神社之遺跡漸遭人破壞或拿走而日漸消失。直至民國四十六年(1957年)左右，因行政機關建設，而將拆除遺留物，經有心人士商榷，決定將匾額「林內神社」改為「林內公園」，使得鳥居(此基具匾額的大鳥居與其後的二之鳥居戰後加裝琉璃屋瓦)得以保留下來。拜殿、本殿、手水舍、神橋、制札皆已不存，而石燈籠、春日燈多遭到破壞。原本殿所在之位置改建為濟公廟(1958年成立)。原有配置僅參道、一與二之鳥居、大石燈籠2對、剩下混凝土造部分的春日燈籠數基、林內神社建立紀念碑、狛犬1對(安置於濟公堂內)、大石燈籠構件若干(安置於濟公堂後方)等保留下來。
近年來因加強觀光產業，在雲林縣政府以及林內濟公堂的努力下，已將神橋、春日燈、手水舍以及三之鳥居(現為濟公廟牌樓)修復。神社周遭環境基本上已修復的非常完整，林內神社遺址是目前全台灣神社殘跡中唯一具有三副完整鳥居的神社建築群(原本的舊鳥居兩副，濟公堂鳥居一副)。

## 圖片集

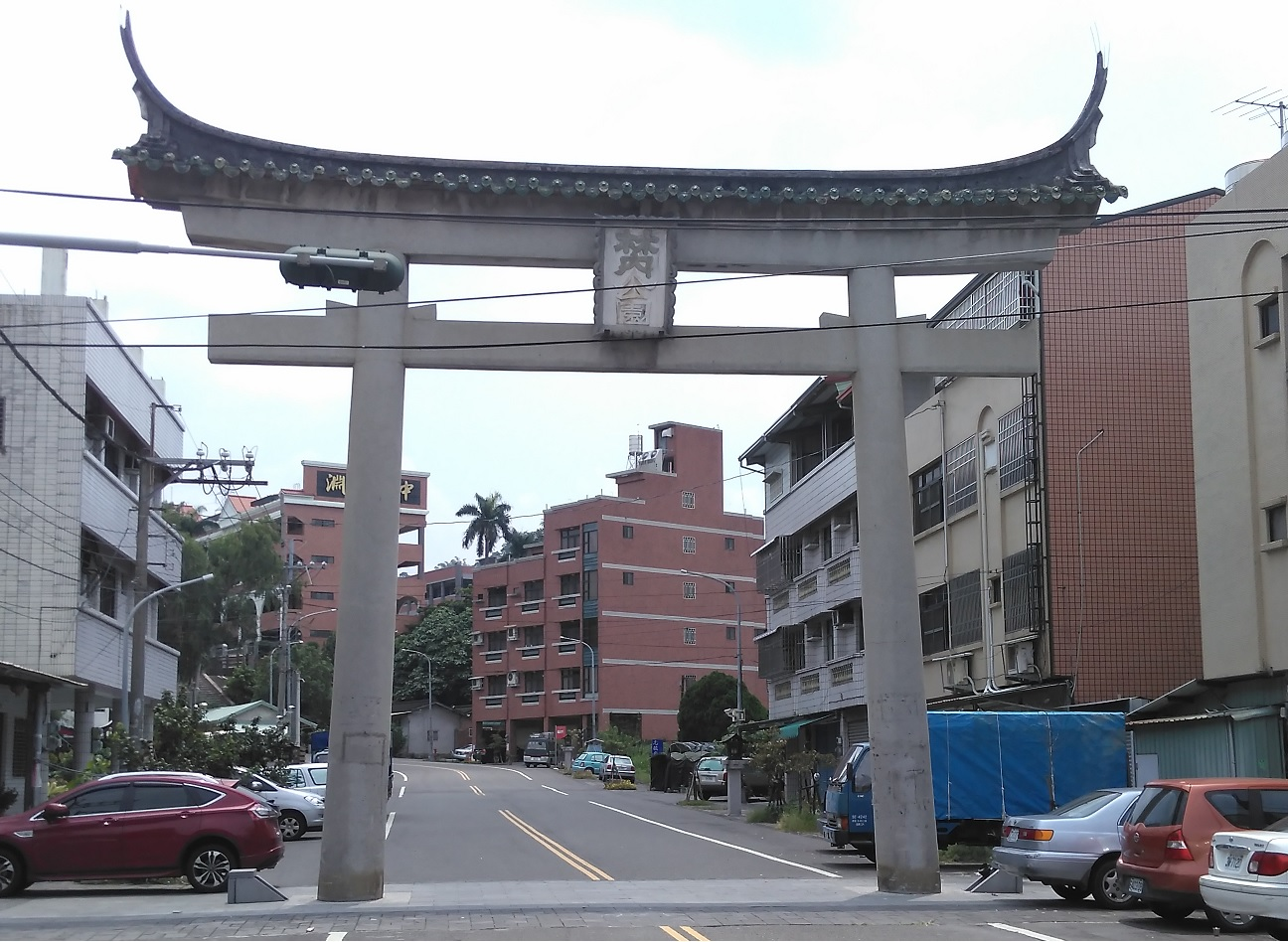
原林內神社大鳥居，現為林內公園牌坊
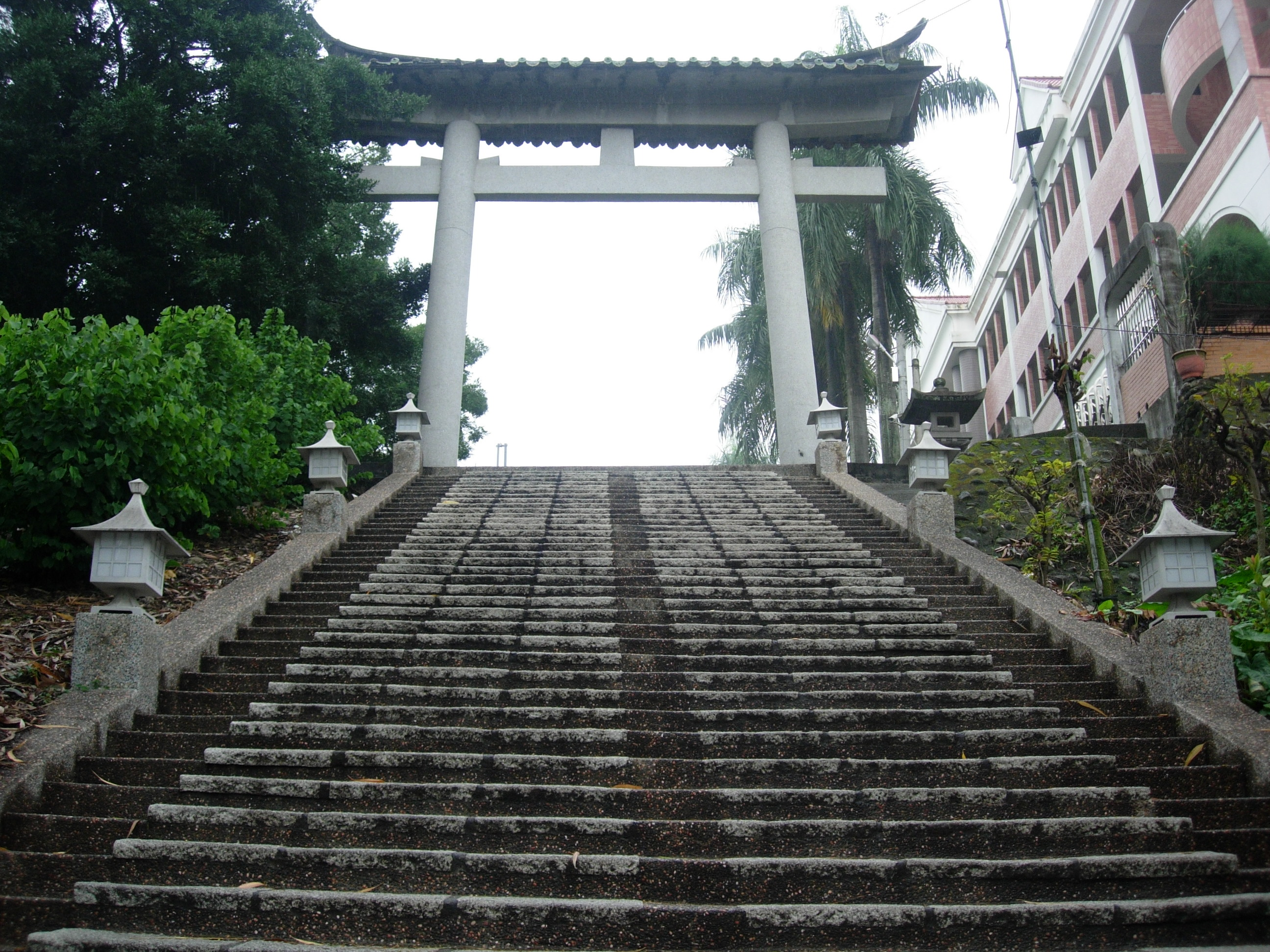
林內神社二之鳥居（鳥居上的瓦片非原設計）
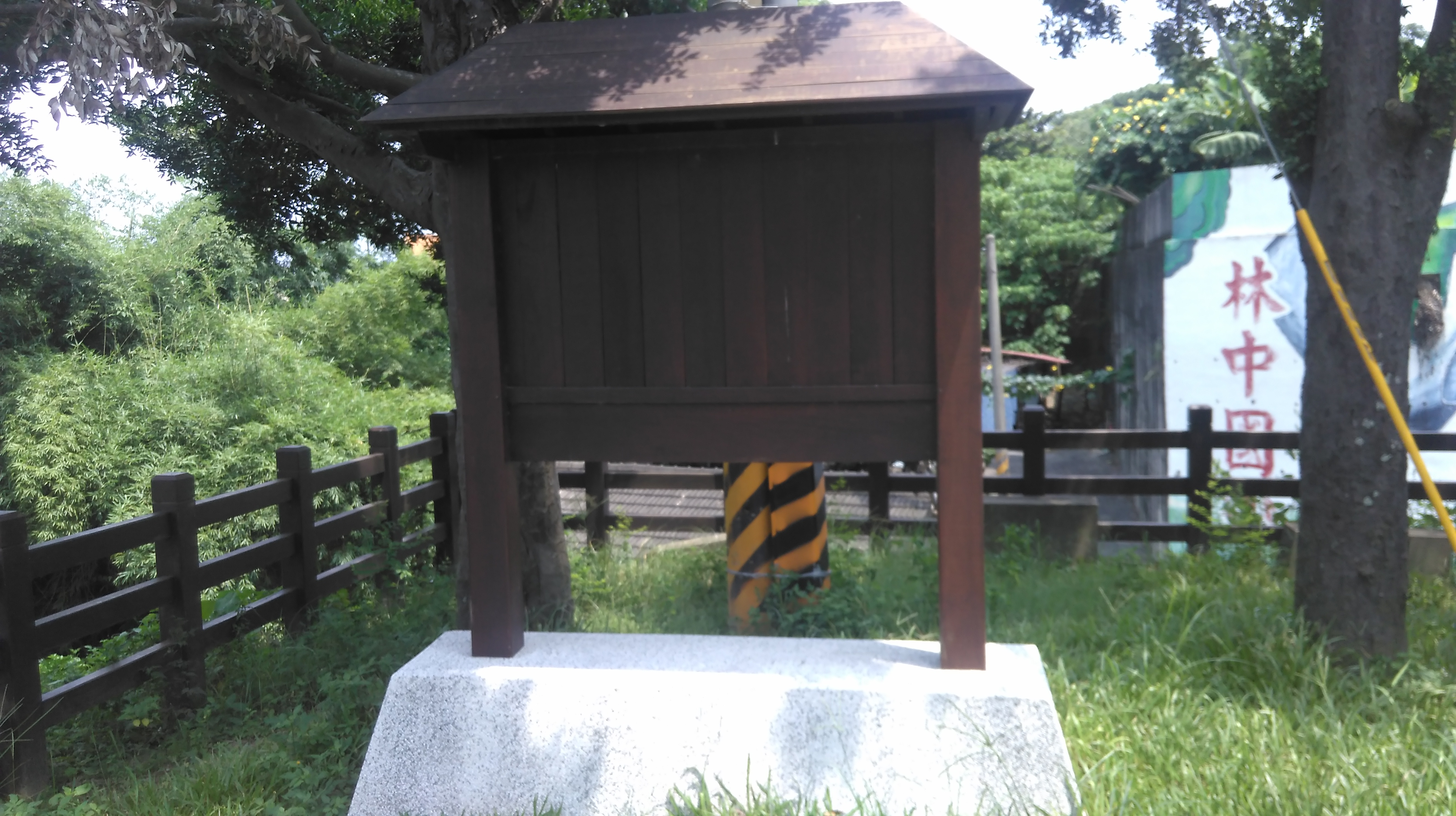
林內神社的揭示場(制札)(重建)
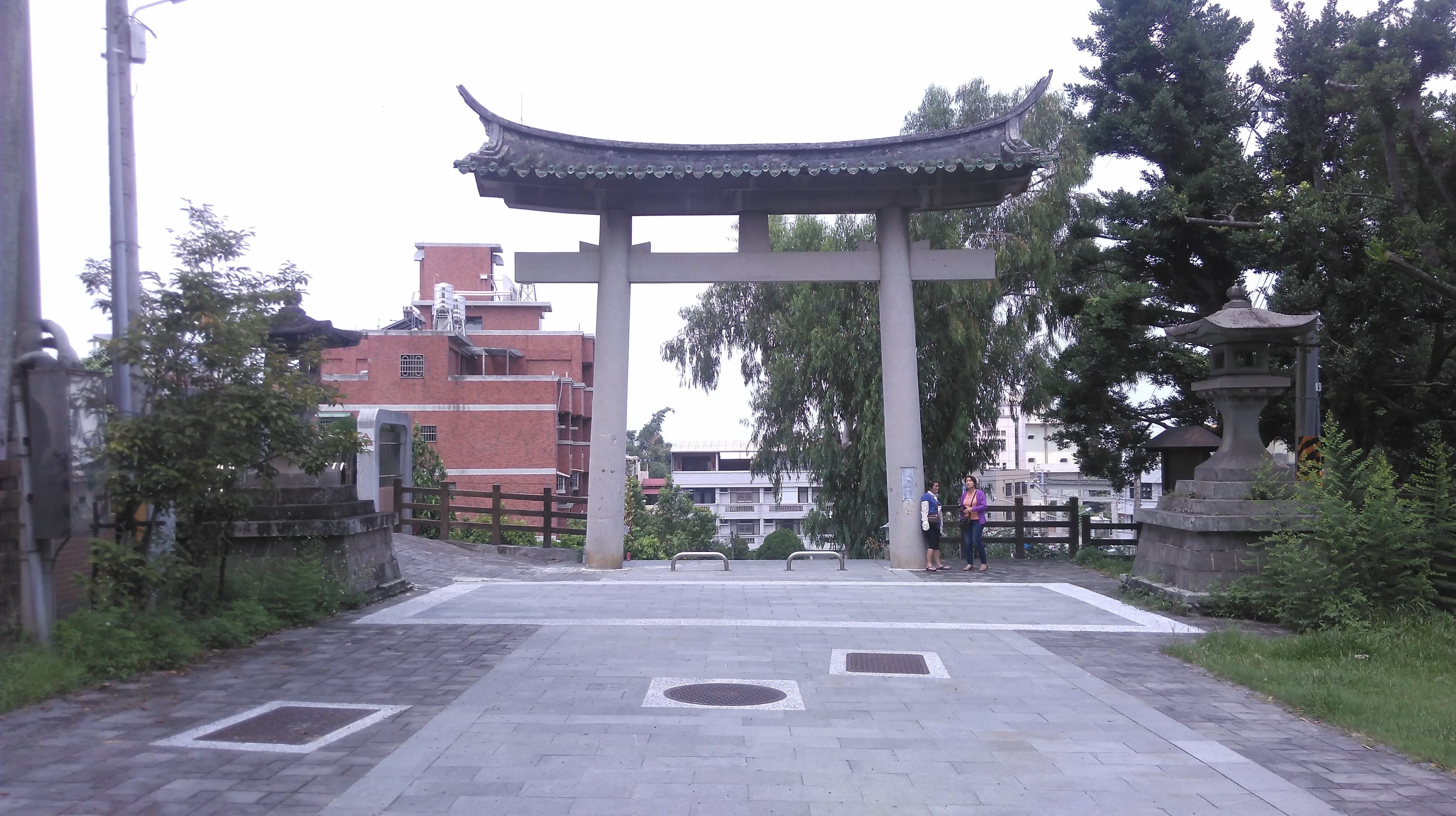
林內神社二之鳥居以及附近的大石燈籠
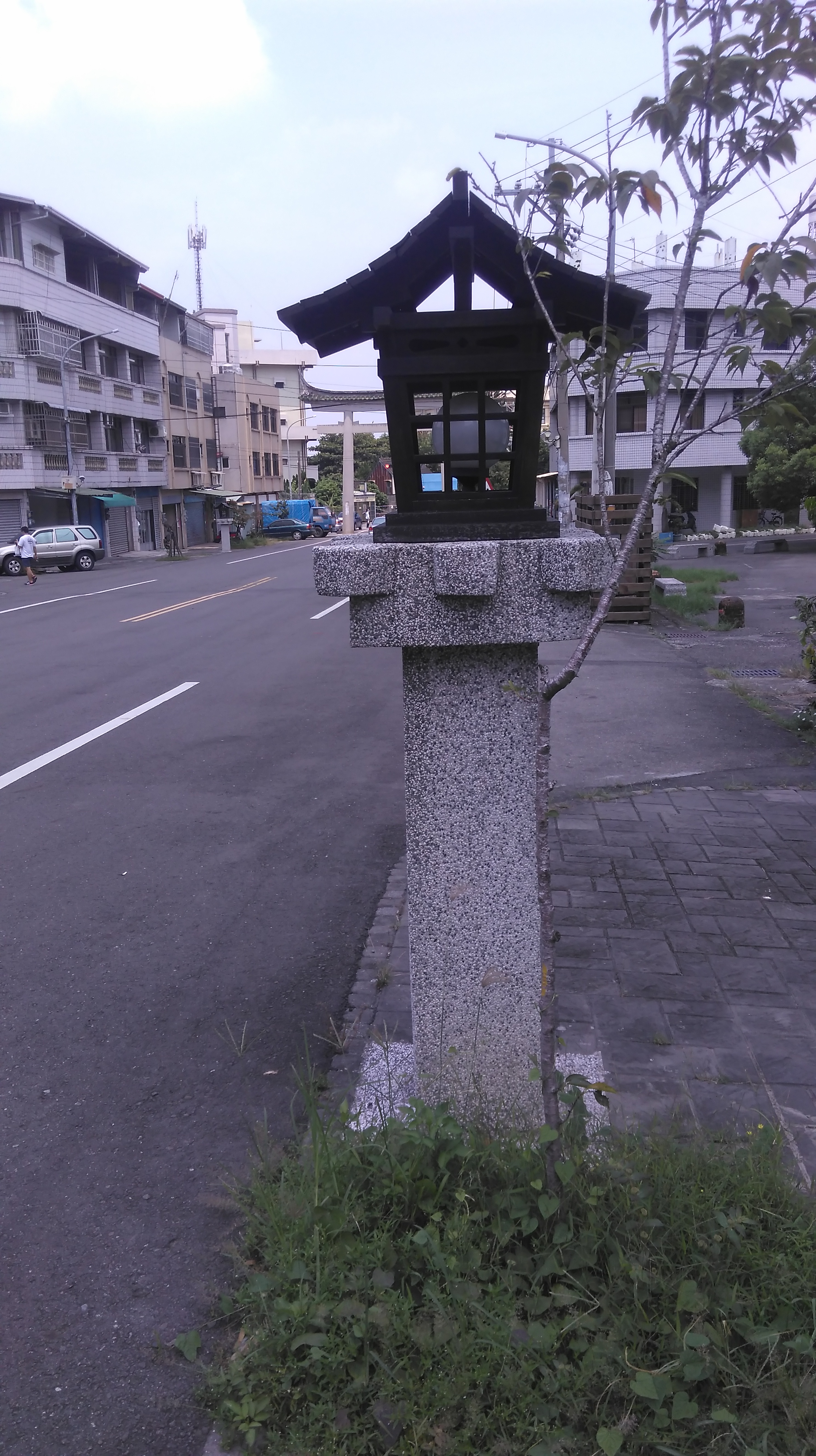
修復後的林內神社春日燈籠
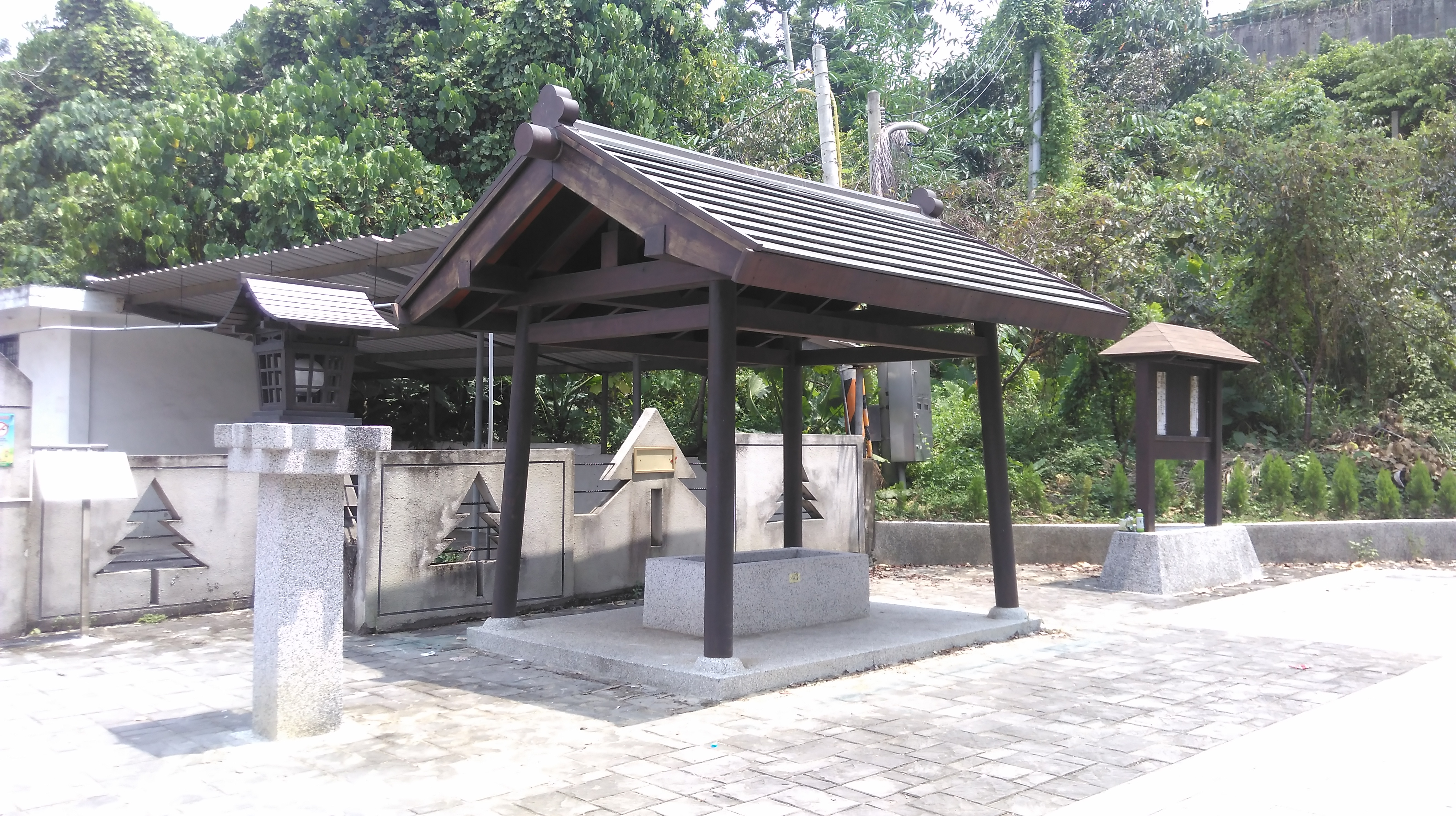
林內神社手水舍(重建)
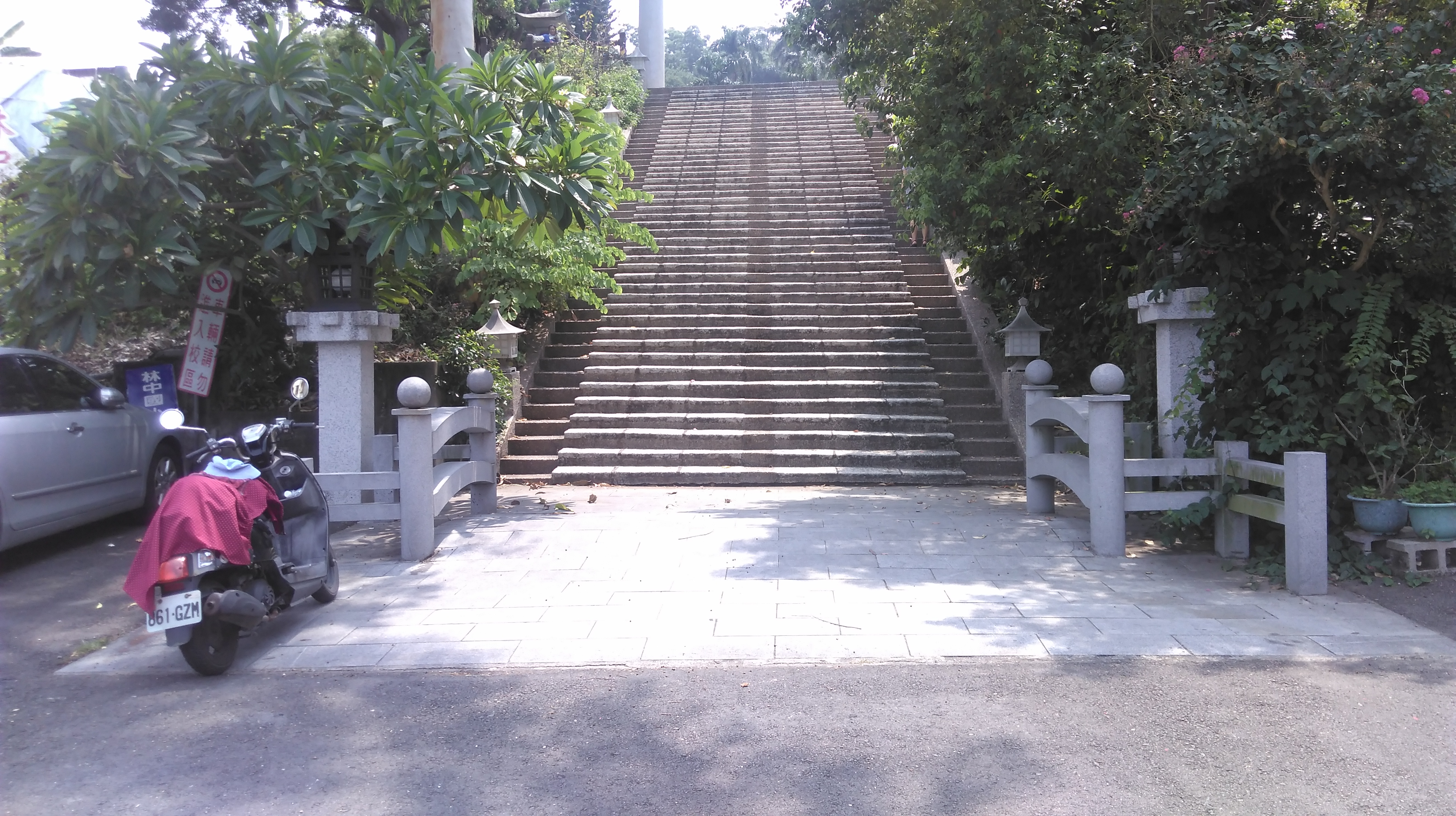
林內神社神橋(重建)
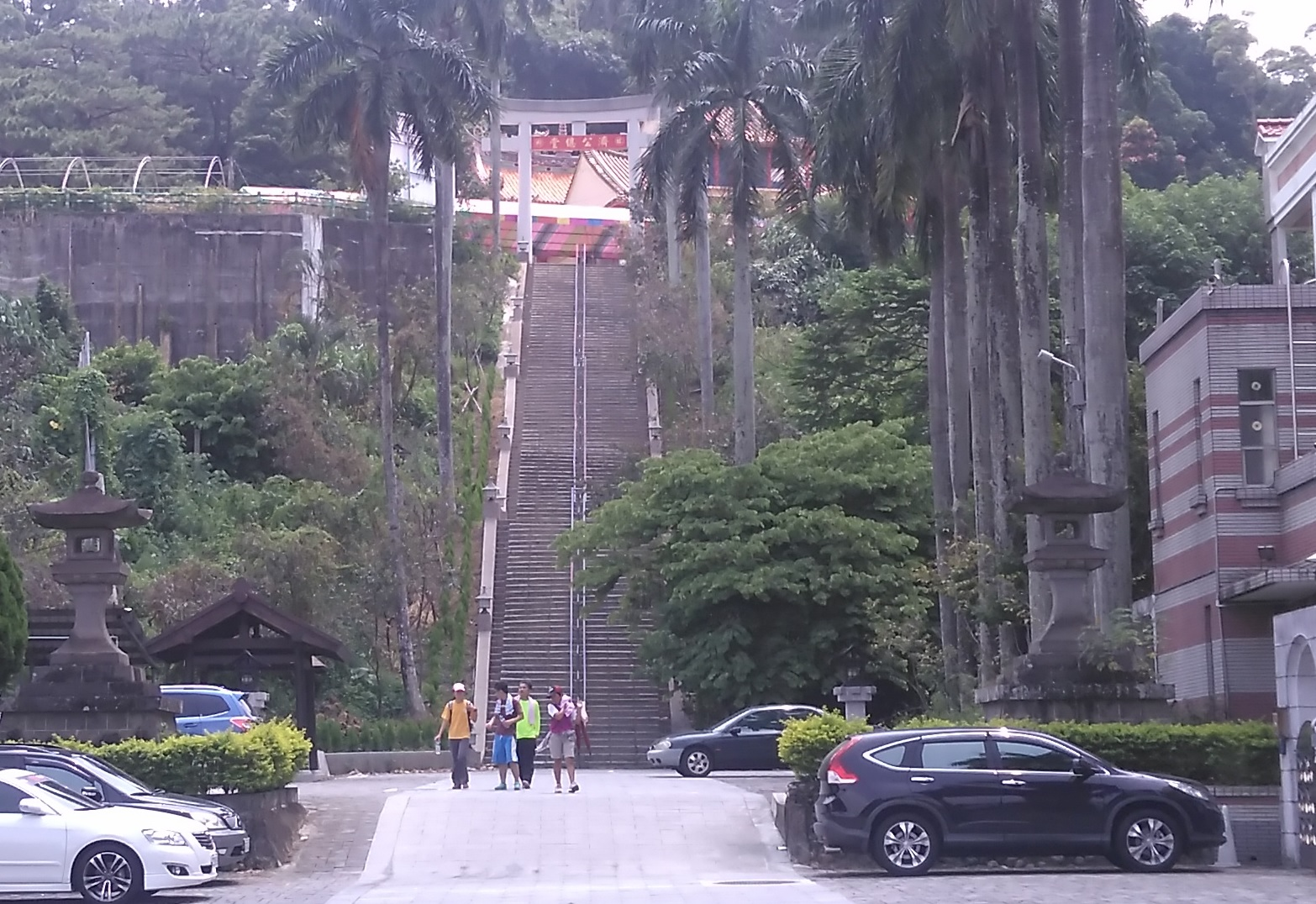
林內神社神域 , 盡頭為重建的三之鳥居(現在作為濟公廟之牌樓)

## 關聯項目
- 臺灣神社列表